# 仕方がない
仕方がない（しかたがない）は、理不尽な困難や悲劇に見舞われたり、避けられない事態に直面したりしたさいに、粛々とその状況を受け入れながら発する日本語の慣用句。ほぼ同義の表現として、仕方ない（しかたない）、仕様がない（しようがない/しょうがない）、止むを得ない（やむをえない）などがある。古くは是非も無し（ぜひもなし）、是非も及ばず（ぜひもおよばず）、せむかたなしなどともいった。

## 文化的背景
天正10年6月2日（1582年6月21日）、織田信長が投宿する京都四条本能寺が反乱軍に取り囲まれた際、これを率いるのが家臣の明智光秀だということを知らされた信長が漏らしたと伝わる言葉が「是非も及ばず」だった。
この言葉にまつわる象徴的なエピソードとして、昭和天皇は、1975年（昭和50年）10月31日に訪米から帰国した際に行われた記者会見において、広島市への原子爆弾投下について質問されると、「遺憾に思っておりますが、こういう戦争中であることですから、どうも、広島市民に対しては気の毒であるが、やむを得ないことと私は思っております」と答えている。小林よしのりの『昭和天皇論』では丁度その時に日米関係は良好であったので、アメリカを非難できるような雰囲気でなかった事が背景だと述べられている。例えば終戦の御詔勅で『…敵は新たに残虐な爆弾を使用して頻に無辜を殺傷し…』と発言があり、広島訪問の際に84名の原爆孤児と会い、頭髪のない原爆孤児を抱きしめ、御製に「ああ廣島平和の鐘もなり始めたちなほる見えてうれしかりけり」と述べている。 

## 外国人が見た「仕方がない」
「仕方がない」は日本人の自己犠牲的な悲観性を表す表現として、多くの外国の著述家によって指摘されている。

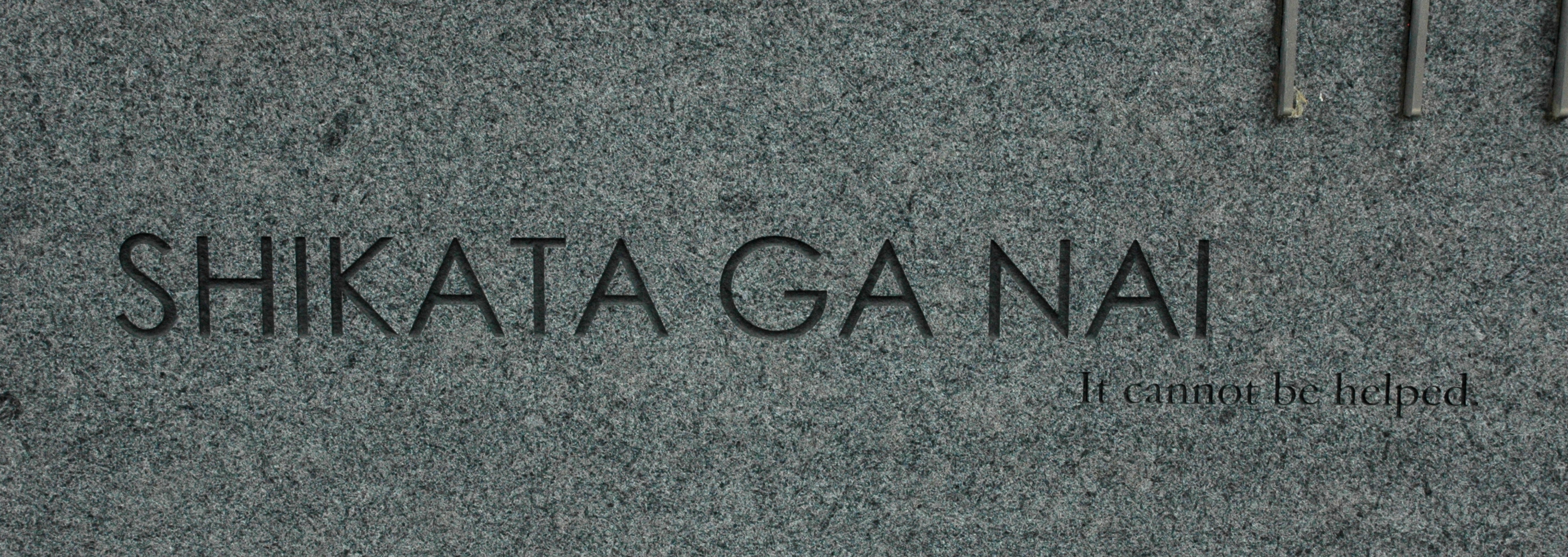
サンノゼの日本人街にある石碑

また、太平洋戦争時のアメリカやカナダで行われた日系人の強制収容において、収容所での絶望感と虚無感を克服するべく、「Shikata ga nai」というフレーズを頻繁に用いりつつ、そのような苦しい状況の中でも、挫けることなく希望を見出そうとし続けていたと言われており、その精神性は現在でも日系人社会において根強く残っているという。
ピューリッツァー賞作家のジョン・ハーシーは1946年のルポルタージュ『ヒロシマ』で、広島住民はおおむね核爆弾使用の道義的責任に無頓着であったと記し、ある被爆者の、戦争だったのだから「仕方がない」(Shikata ga nai) という発言を紹介している。